# Аутономна покрајина Богенвил
Богенвил (Ток писин: Bogenvil), понекад називан погрешним именом Бугенвил, званично Аутономна покрајина Богенвил (Ток писин: Otonomos Region bilong Bogenvil), је аутономна покрајина у Папуи Новој Гвинеји. Највеће острво је острво Богенвил, док регион такође обухвата острво Бука и низ околних острва и атола. Привремени главни град је Бука иако се он сматра привременим, а главни град ће се вероватно преселити ускоро. Једна од потенцијалих локација је Арава, претходна престоница која је оштећена током грађанског рата.
Процењено је да је 2011. покрајина имала популацију од 250.000 људи. Лингва франка Боганвила је креолски језик ток писин, док се говоре и разни аустронежански и неаустронежански језици. Покрајина обухвата неколико полинезијских крајева где се говоре и полинезијски језици. Географски, острва Боганвил и Бука су део архипелага Соломонских острва, али су политички одвојена од независне државе Соломонских острва. Историјски гледано, регион је био познат као Северни Соломони.
Богенвил је прву пут насељен од око 27.000 г.п.н.е. Током колонијалног периода регион је био окупиран и под управом Немачке, Аустралије, Јапана и Сједињених Држава у различитим периодима. Назив региона потиче од француског адмирала Луја Антоана де Бугенвила, који га је открио 1768. године.
Богенвилски сепаратизам датира из 1960-их, а Република Северног Соломона је проглашена непосредно пре независности Папуе Нове Гвинеје 1975. године; наредне године је подведена у састав Папуе Нове Гвинеје. Сукоб око рудника Пангуна постао је главни покретач грађанског рата у Богенвилу (1988—1998), који је резултирао смрћу до 20.000 људи. Мировни споразум је резултирао стварањем аутономне боганвилске владе у саставу Папуе Нове Гвинеје.
Крајем 2019. одржан је необавезујући референдум о независности или већој аутономији као део Папуе Нове Гвинеје. На референдуму је 98,31% гласача подржало независност, док је 1,69% гласало за добијање проширене аутономије унутар Папуе Нове Гвинеје. Као резултат референдума, регионалне власти намеравају да постану независне до 2027.

## Историја

### Праисторија
Богенвил је насељен људима најмање 29.000 година, према доказима добијеним из пећине Килу на острву Бука. До пре око 10.000 година, током последњег глацијалног максимума, регија је постојала као једно острво названо Велики Богенвил, које се простирало од северног врха острва Бука до острва Нгела северно од Гвадалканала.
Први становници Богенвила били су Аустрало-Меланежани који су вероватно стигли на северне Соломоне са Бизмарковог архипелага. Пре око 3000 година, аустронезијски народи су донели своју лапита културу на острва, уводећи грнчарију, пољопривреду и припитомљене животиње као што су свиње, пси и кокошке. И аустронезијски и неаустронезијски језици се говоре на острвима до данас, међутим дошло је до мешања међу популацијама до те мере да културне и генетске разлике више нису у корелацији са језиком.

### Колонијална историја
Први Европљани који су угледали данашњи Богенвил су били холандски истраживачи Вилем Шоутен и Џејкоб ле Мер, који су 1616. године видели атол Таку и острво Нисан. Британски морнарички официр Филип Картерет видео је острво Бука 1767. године и такође је посетио острво које данас носи име по њему. 1768, француски адмирал Луј Антоан де Бугенвил је пловио дуж источне обале највећег острва покрајине које сада носи његово име.
Немачко царство, које је већ започело операције у Новој Гвинеји, анектирало је данашњи Богенвил 1886. године, након договора са Уједињеним Краљевством да поделе архипелаг Соломонских острва између себе. Касније те године успостављен је немачки протекторат над северним острвима, а протекторат Британских Соломонских острва није успостављен све до 1893. године Првобитна граница између две територије била је много јужније, па су острва Лауру (Чојсол), Санта Изабел, Онтонг Јавом, острвима Шортленд и део Флоридских острва били у Немачком делу. Тренутна граница између Папуе Нове Гвинеје и Соломонових острва произилази из Тројне конвенције из 1899. године, према којој су та острва уступљена Уједињеном Краљевству.
Немачка Соломонова острва су била под управом Немачке Нове Гвинеје, иако су биле потребне скоро две деценије да се успостави административно присуство Немаца. Немачкој управној станици на Киети, основаној 1905. године, је претходила је мисија Сестри мисионарки Маријиног друштва, које су већину острвљана превеле у католичанство.  Прва потпуно комерцијална плантажа основана је 1908. године, али немачка анексија је имала мали економски утицај.
Аустралијске поморске и војне експедиционе снаге заузеле су Богенвил у децембру 1914, као део окупације Немачке Нове Гвинеје. Версајским споразумом из 1919, бивша колонија је стављена под управу Лиге народа, под управом Аустралија као део Територије Нове Гвинеје. Цивилна администрација је успостављена 1920. године, након чега су немачки држављани депортовани и њихова имовина експроприсана. Одређени број казнених експедиција одржан је и током немачке и аустралијске администрације, у оквиру програма „пацификације”. Колонијални период је увео значајне промене у културу острвљана.
1942 године, Јапанско царство врши инвазију Богенвила обезбедили базу за подршку операцијама на другим местима у југозападном Пацифику. Контаинвазија савезничких трупа резултирала је великим губицима, почевши од 1943. године, а пуна контрола над острвима није поново успостављена све до 1945. године. Након рата, аустралијска влада укључила је Богенвил и остатак мандата у територију Папуе и Нове Гвинеје, непосредног претходника данашње државе Папуе Нове Гвинеје.

### Модерна историја
Папуа Нова Гвинеја је стекла независност од Аустралије 1975. године. Како је Богенвил богат бакром и златом, компанија Bougainville Copper Limited, подружница компаније Rio Tinto је почетком 1970-их отворила рудник. Спорови становника региона са компанијом око штетних утицаја на животну средину, мањак финансијских бенефиција и негативних друштвених промена које је донео рудник довели су до локалног оживљавања сецесионистичког покрета који је био неактиван. Активисти су прогласили независност Богенвила (Републике Северних Соломона) 1975. и 1990. године, али оба пута су владине снаге потиснуле сепаратисте.

#### Грађански рат
Године 1988. Револуционарна армија Богенвила (РАБ) је значајно повећала своје активности. Премијер Папуе Нове Гвинеје сер Реби Намалиу је наредио Одбрамбеним снагама Папуе Нове Гвинеје (ОСПНГ) да угуше побуну, а сукоб је ескалирао у грађански рат. ОСПНГ се повукао са сталних позиција на Богенвилу 1990. године, али је наставио своје војне акције. Конфликт се водио између трупа које су се бориле за независност као и лојалисте и ОСПНГ. Процењено је да је рат однео између 15.000 и 20.000 живота.
Године 1996, премијер сер Јулиус Чан направио је контроверзан потез да ангажује Sandline International, приватну војну компанију која је раније била укључена у снабдевање плаћеника у грађанском рату у Сијери Леоне, да угуше побуну.

#### Мировни споразум и аутономија
Богенвилски сукоб је окончан 1997. године, након преговора уз посредовање Новог Зеланда. Мировни споразум је закључен 2000. године и заједно са разоружањем, предвиђао је успостављање аутономне владе Богенвила. Странке су се договориле да се у будућности одржи референдум о томе да ли острво треба да постане политички независно.
Дана 25. јула 2005. вођа побуњеника Франсис Она је умро након кратке болести. Бивши геодет компаније Bougainville Copper Limited, био је била кључна фигура у сецесионистичком сукобу и одбио је да се званично придружи мировним преговорима.
Аустралија је 2015. најавила да ће по први пут успоставити дипломатско представништво у Богенвилу. Године 2016. су ти планови отказани с обзиром да Аустралија није добила одобрење папуанске владе.

## Географија
Покрајина Богенвил заузима север Соломонског архипелага. Острво Богенвил је највеће острво ове групе. Граница између Папуе Нове Гвинеје и Соломонових Острва лежи јужно у средини деветокилометарског мореуза који га одваја од Шортлендских острва. Соломонско острво Чојсол је 30 km јужније.
Острво Бука је северно од Богенвила, одвојено танким мореузом. Регион укључује друга мање или више удаљена острва и атоле:
- Зелена острва са главним острвом Нисан ;
- Острва Картерет;
- Атол Таку;
- Атол Нукуману;
- Острва Нугурија, која су полинезијска ексклава.

Територија чини архипелаг у Тихом океану који има површину од 9384 квадратних километара.

## Влада и политика
Избори за прву аутономну владу одржани су у мају и јуну 2005. године; Џозеф Кабуи, лидер покрета за независност, изабран је за председника. Преминуо је на функцији 6. јуна 2008. године. Након избора за попуњавање преосталог мандата, Џон Момис је 2010. године изабран за председника на петогодишњи мандат. Он подржава аутономију у оквиру односа са националном владом Папуе Нове Гвинеје.
Устав Богенвила прецизира да се аутономна влада Богенвила састоји од три гране:
- Извршна власт: председник Аутономне покрајине Богенвил којим председава Извршни савет Богенвила .
- Законодавна власт: Представнички дом Богенвила (39 изабраних чланова и два члана по службеној дужности).
- Судски: судови у Богенвилу укључујући Врховни суд и Виши суд.

Главни град је Бука, који је постао центар власти након што је Арава оштећена током грађанског рата у Богенвилу. Статус Буке се сматра привременим, а Влада још увек одлучује о локацији сталне престонице.

### Референдум о независности 2019.
Председник Џон Момис је 2013. потврдио да ће Богенвил одржати необавезујући референдум о независности 2019. Владе Богенвила и Папуе Нове Гвинеје одржале су двонедељни референдумски период који је почео 23. новембра 2019. и затворен 7. децембра 2019. године, што је последњи корак у Богенвилском мировном споразуму. Референдумско питање је било избор између веће аутономије унутар Папуе Нове Гвинеје или пуне независности. Преко 98% важећих гласачких листића је дато за независност, док је излазност била 87,59%.
Ишмаел Тороама, бивши вођа побуњеника, изабран је за председника Богенвила 23. септембра 2020.
Преговори између Папуе Нове Гвинеје и Богенвила почели су 17. маја 2021: док је Тороама изјавио да жели да Богенвил постане независан до јуна 2025, премијер Папуе Нове Гвинеје Џејмс Марапе је упозорио да не треба да се поставља одређени временски рок. 7. јула 2021. објављено је да ће Богенвил постати независан најкасније до краја 2027.

### Окрузи и области локалне самоуправе
Покрајина је подељена на три округа, који су даље подељени на области локалне самоуправе (ОЛС). За потребе пописа, ОЛС су подељене на одељења, а оне на пописне јединице.
| Округ                       | Главни град округа | Назив ОЛС-а     |
| --------------------------- | ------------------ | --------------- |
| Централни богенвилски округ | Арава-Киета        | Арава Рурал     |
| Централни богенвилски округ | Арава-Киета        | Вакунаи Рурал   |
| Северни богенвилски округ   | Бука               | Атол Рурал      |
| Северни богенвилски округ   | Бука               | Бука Рурал      |
| Северни богенвилски округ   | Бука               | Кунуа Рурал     |
| Северни богенвилски округ   | Бука               | Нисан Рурал     |
| Северни богенвилски округ   | Бука               | Селау-Сир Рурал |
| Северни богенвилски округ   | Бука               | Тинпуц Рурал    |
| Јужни богенвилски округ     | Буин               | Бана Рурал      |
| Јужни богенвилски округ     | Буин               | Буин Рурал      |
| Јужни богенвилски округ     | Буин               | Сивај Рурал     |
| Јужни богенвилски округ     | Буин               | Торокина Рурал  |

## Демографија

### Религија
Велика већина становника Богенвила су хришћани, а процењује се да је 70% римокатолика, а значајна мањина припада Уједињеној протестантској цркви Папуе Нове Гвинеје основане 1968. Католичка црква има своју бискупију у региону (Богенвилска бискупија или Dioecesis Buganvillensis). Саборна и главна црква посвећена је Успењу Пресвете Богородице, која се налази на острву Бука. Некада је то била црква Светог Архангела Михаила у бившој мисији Тубијана. У покрајини постоје укупно 33 католичке жупе и једна мисија.

### Језици
За општу комуникацију већина богенвиловаца користи Ток писин као лингву франку, а у приморским областима, Ток писин често уче деца у двојезичном окружењу. Устав Богенвила, написан на енглеском, не прецизира службени језик, али позива да се уставна литература преведе на Ток писин и на што више локалних језика, истовремено подстичући „развој, очување и обогаћивање свих богенвилских језика”. Постоји много аутохтоних језика у аутономној покрајини Богенвил, који припадају трома језичким породицама. Ниједан од језика не говори више од 20% становништва, а већи језици као што су Насиои, Корокоро Мотуна, Тереи и Халиа су подељени на дијалекте који нису увек међусобно разумљиви.
Језици на северном крају острва Богенвил, а и неки раштркани по обали, припадају аустронезијској породици. Језици северно-централног и јужног дела острва припадају северно-богенвилским и јужно-богенвилским породицама. Најраспрострањенији аустронезијски језик је Халија и његови дијалекти, који се говоре на острву Бука и полуострву Селау у северном Богенвилу. Остали аустронезијски језици укључују Нехан, Петатс, Солос, Сапоса (Таиоф), Хахон и Тинпуц, који се сви говоре у северној четврти Богенвила, Буки и на околним острвима. Ови језици су блиско повезани. Банони и Торау су аустронезијски језици који нису блиско повезани са претходнима и говоре се у приобалним областима централног и јужног Богенвила. На оближњем атолу Таку се говори полинезијски језик, Таку.
Папуански језици су присутни само на главном острву Богенвила. То укључује Ротокас, језик са веома малим инвентаром фонема, Еиво, Тереи, Кериака, Насиои (Киета), Наговиси, Сиваи (Мотуна), Баитси (понекад се сматра дијалектом Сиваи), Уисаи и неколико других. Они чине две језичке породице, Северно-богенвилски и Јужно-богенвилски.

## Економија
Мали проценат привреде региона је од рударства. Највећи удео у економскм расту долази од пољопривреде и аквакултуре. Биодиверзитет региона, који је један од најважнијих у Океанији, озбиљно је угрожен рударским активностима. Рударске активности изазвале су многе грађанске немире у региону више пута.  Влада Папуе Нове Гвинеје је у јануару 2018. увела мораторијум на један рудник, у покушају да смири грађанске немире против рударства у региону.
Богенвил је од 1972. до 1989. имао један од највећих отворених рудника бакра на свету, Pangunamine, који је дуги низ година чинио велики део бруто националног производа Папуе Нове Гвинеје. Рудником је управљала аустралијска компанија Bougainville Copper, подружница британско-аустралске рударске компаније Rio Tinto, која је имала већинску контролу над компанијом. Држава Папуа Нова Гвинеја (ПНГ) има 19,1% удела у Bougainville Copper-у.
Као резултат грађанског рата и затварања рудника под присилом побуњеника, државни приходи Папуе Нове Гвинеје су пали за 20%. Неки се надају евентуалном поновном отварању рудника Пангуна. Преговори о поновном отварању рудника Пангуна почели су почетком марта 2006. разговорима између бившег министра рударства ПНГ Сема Акоитаија и корпорације Рио Тинто у Лондону. Неки представници земљопоседника у области Пангуна у више наврата су пристајали да обнове рударске операције, али захтевају велике надокнаде од стране оператера рудника BLC.
Приноси од два главна извоза, какаоа и копре, вратили су се на нивое пре грађанског рата 2007. Велике плантаже којима су у великој меру управљали Европљани, Азијати, цркве и корпорације, које су биле одговорне за значајан удео производње пре грађанског рата, сада користе мањи локални оператери. Даљу прераду обављају мале сушаре за какао које промовише AusAid.

## Култура

### Национални симболи
Закон који је усвојила покрајинска скупштина — Закон о застави, грбу и химни (заштита) Богенвила из 2018. — потврдио је постојећи званични статус заставе Богенвила и амблема Богенвила. И застава и амблем садрже стилизоване приказе упеа, традиционалног покривача за главу који носе мушкарци у деловима Богенвила да симболизује њихов прелазак у одрасло доба. Закон је такође успоставио „Мој богенвил” као химну покрајуне.

### Спорт
Рагби лигу у Богенвилу администрира Богенвилска рагби лига (БРЛ), која је повезана са Рагби фудбалском лигом Папуе Нове Гвинеје (РФЛПНГ). Известан број Богенвилаца играо је за национални тим Папуе Нове Гвинеје у рагби лиги, укључујући Бернарда Вакација, Џоа Кација, Лауту Атоија и Криса Сириосија.
ФК Богенвил игра у Националној фудбалској лиги од 2019. године, иако се налази у Порт Моресбију, а не у самом Богенвилу. Претходно је тим из Богенвила освојио национално фудбалско првенство 1977. године, победивши Рабаул. Историјски гледано, Богенвилско фудбалско удружење је долазило у сукоб са Фудбалским савезом Папуе Нове Гвинеје због разних ствари.
Током 1970-их и 1980-их, тимови из Богенвила су играли против других региона ПНГ у националним првенствима за аустралијски фудбал, крикет, и хокеј на трави .
Бокс је популаран у Богенвилу. Регион је освојио Државно првенство у боксу 2017. које је одржано у Арави. Значајни боксери из региона су носилац титуле у боксерском савету Комонвелта Џони Аба и освајач златне медаље на Пацифичким играма Тадијус Катуа.
Богенвилски нетбол играч Малета Робертс играо је професионално у Аустралији и представљао је нетбалл репрезентацију Папуе Нове Гвинеје на Играма Комонвелта.